# 午後8時の訪問者
『午後8時の訪問者』（ごごはちじのほうもんしゃ、La Fille inconnue）は2016年のベルギー・フランスのサスペンス映画。
監督はダルデンヌ兄弟、出演はアデル・エネルとジェレミー・レニエなど。
時間外の応対を拒んだ少女が亡くなったことをきっかけに、正義や良心について葛藤する若き女性医師の姿を描いた社会派ドラマ。
2016年5月に開催された第69回カンヌ国際映画祭のコンペティション部門に出品され、初上映された。

## ストーリー
町の小さな診療所で熱心に働く若き女性医師ジェニーは、ある日、診療時間をとうに過ぎた午後8時過ぎに鳴ったドアベルを無視してしまう。ところが、そのドアベルを鳴らしたアフリカ系の少女が診療所の近くで遺体となって発見されたことを警察から知らされたジェニーは、少女の死に責任を感じ、少女の身元と死の真相を調べ始める。患者の1人である少年ブリアンの反応から彼が少女を知っていると感づいたジェニーは、そこから少しずつ少女の素性に迫っていくが、少女との関わりを隠したい人たちから無下に扱われるだけでなく、チンピラから少女を探し回るなと暴力的に脅されたり、ブリアンの両親からブリアンに二度と近付くなと言い渡されたりするなど、様々な経験をすることになる。そのような中、ブリアンの父親が何かを知っていることに気付いたジェニーが彼を問い詰めると、後日、診療所に現れた彼は全てを告白する。
その夜、道端に立つ少女を目にした彼は、彼女に声をかけて買春しようとするが、逃げられてしまう。それを追いかけたところ、彼女が何かにつまづいて川岸に落下、慌てた彼は少女を放置して逃げてしまったのである。ブリアンは自分の父親が彼女に声をかけて追いかけるところを偶然目撃していたのだ。ブリアンの父親は診療所のトイレで自殺を図るが果たせず、ジェニーに説得されて警察に自ら通報する。
しばらくして、ジェニーが少女の写真を見せたことのある女性が診療所に現れる。その時は少女のことを知らないと言っていたが、実は彼女は少女の姉だった。そして、少女のために動いてくれたジェニーに深く感謝するとともに、それまでの経緯を話す。彼女は恋人と妹の3人で暮らしていたが、恋人が妹に売春を強制することを止めなかったのは、恋人の気持ちが妹に傾いていることへの嫉妬だったからと告白する。ジェニーは彼女を見送り、いつも通りに患者を診察する。

## キャスト
- ジェニー: アデル・エネル - 診療所の女性医師。
- ジュリアン: オリヴィエ・ボノー - 研修医。ジェニーの同僚。
- ブリアンの父: ジェレミー・レニエ
- ブリアン: ルカ・ミネラ - ジェニーの患者の少年。
- ランベールの息子: オリヴィエ・グルメ - ジェニーが少女の目撃情報を尋ねた相手。
- リガ医師: ファブリツィオ・ロンジョーネ（フランス語版）